# Sunčev dimnjak
Sunčev dimnjak je jednostavni pasivni sunčev sustav ventilacije koji je poznat još od antike, a u suštini se sastoji od šupljeg spremnika koji povezuje unutrašnji i vanjski dio građevine.

## Prirodna ventilacija i efekt dimnjaka
Prirodna ventilacija podrazumijeva izmjenu i strujanje zraka u prostoru bez korištenja dodatnih sredstava, odnosno bez korištenja ventilatora. Sile koje pokreću i utječu na prirodnu ventilaciju prostora su energija vjetra, odnosno efekt dimnjaka. Pod energijom vjetra smatra se strujanje zraka kroz ventilacijske kanale uzrokovano vjetrom kao rezultat pretvorbe dinamičkog tlaka zraka u statički. S porastom temperature zraka dolazi i do smanjenja njegove gustoće (čime on postaje lakši) zbog čega dolazi do njegova strujanja prema gore. Efekt dimnjaka je upravo pojava u čijoj je srži ova pojava. Da bi došlo do njegove pojave mora postojati temperaturna razlika između unutrašnjeg prostora i okoliša.

## Način rada sunčevog dimnjaka
Ovaj vrlo jednostavan i jeftin način ventilacije u svojoj se najjednostavnijoj varijanti sastoji od dimnjaka obojanog u crno. Idealno crno tijelo je savršeni apsorber i upija svo elektromagnetsko zračenje koje padne na njega, što znači da će u realnom stanju tijelo obojano u crno upiti najviše Sunčevog zračenja koje padne na njega u usporedbi s istim tim tijelom neke druge boje. Tijekom dana Sunčevo zračenje grije dimnjak, a tako i zrak unutar njega, te se zbog toga javlja efekt dimnjaka pri čemu dolazi do strujanja toplog zraka prema gore. Kako se topli zrak diže prema gore, u podnožju dimnjaka javlja se slabi podtlak zbog čega se javlja strujanje zraka iz građevine prema dimnjaku. Tada se u građevini javlja podtlak zbog kojeg se onda javlja strujanje zraka u građevinu. U varijanti koja je prikazana na slici vanjski okolišni zrak ulazi u podzemni izmjenjivač topline koji je ujedno i spremnik svježeg zraka, te se tu hladi predajući toplinu tlu. Može se smatrati da tlo na određenoj dubini uvijek ima istu temperaturu (od +8 do +12ºC) što omogućuje upravo ovakav način pasivnog hlađenja. Takav ohlađeni zrak onda zbog spomenutog podtlaka u građevini struji iz rashladnog spremnika u građevinu.

## Dijelovi sustava sunčevog dimnjaka
Iako postoji više vrsta ovakvog tipa ventilacije, sustav ventilacije sa sunčevim dimnjakom sastoji se od sljedećih osnovnih elemenata: 
- Sunčev dimnjak, odnosno površina koja je namijenjena za upijanje Sunčevog zračenja; ova površina se može nalaziti samo na jednom dijelu građevine (najviši dio) ili može obuhvaćati čitavu visinu sunčevog dimnjaka. Orijentacija (u odnosu na Sunce), vrsta materijala, izolacije i toplinskih svojstava samog sunčevog dimnjaka od izrazite su važnosti za kvalitetu ove vrste pasivne klimatizacije.
- Glavno ventilacijsko okno, čiji položaj, visina razmještaj i toplinska svojstva značajno utječu na cijeli sustav.
- Ulazna i izlazna okna zraka čiji su položaj, veličina i aerodinamička svojstva bitna za učinkovitost cijelog sustava.

## Primjena
Već desetljećima, a posebice u današnje vrijeme, za ventilaciju zgrada koristi se prisilna cirkulacija zraka (pokretana ventilatorima) dok se za grijanje i hlađenje zraka koristi električna energija. Sve ovo dovodi do sve veće potrošnje električne energije u zgradarstvu, a samim time i neupitnog povećanja onečišćenja okoliša. Baš zbog problema s onečišćenjem, ali i sa sve većim cijenama fosilnih goriva (od kojih se još uvijek dobiva velika većina električne energije), ovaj tip pasivne ventilacije ponovno dobiva na značaju kako se za njegovo korištenje ne koristi dodatni izvor energije, te se na taj način ne proizvodi dodatno onečišćenje okoliša. Ipak, osnovni nedostatak ove varijante ventilacije i klimatizacije je problem s niskim raspoloživim padom tlaka u sustavu koji onemogućuje složene sustave sa složenim upravljanjem. Postoji i problem ovisnosti ovog tipa sustava o vanjskim vremenskim prilikama, ali s obzirom na to da se održivi način klimatizacije u zgradarstvu našao ponovo u žarištu inženjera i znanstvenika, za očekivati je da će se u dogledno vrijeme i ovi problemi ako ne potpuno riješiti, barem svesti u prihvatljive okvire. 